# Eilema distigma
Eilema distigma là một loài bướm đêm thuộc phân họ Arctiinae, họ Erebidae.